# Tumbling (serie televisiva)
Trumbling (タンブリング?, Tanburingu) è un dorama primaverile della TBS andato in onda nel 2010.

## Trama
Wataru è uno studente del 3º anno presso la scuola privata Karasumori; un tipo imprevedibile ed incontrollabile che crea guai ovunque va, il suo stile da teppista fa disperare compagni ed insegnanti che si trovano costretti a stargli vicino.
Esasperato da questa situazione che si trascina senza soluzione di continuità, uno dei suoi sensei gl'impone un aut aut: ha due possibilità, iscriversi e partecipare attivamente alle attività d'uno dei club dell'istituto, oppure frequentare il doposcuola e le lezioni di ripasso in preparazione degli esami... Se rifiutasse entrambe le alternative,no rimarrebbe altro da fare, che espellerlo definitivamente: a lui la scelta.
L'irascibile Wataru, che non è mai riuscito fino ad allora ad impegnarsi seriamente in alcuna cosa avesse iniziato, né tanto meno portarla a termine, si trova davanti ad una difficile prospettiva: partecipare ad uno dei club per compensare la mancanza di studenti del 2º anno, oppure andare a lezione anche di pomeriggio.
Quest'ultima possibilità fa venire davvero i brividi lungo la schiena a Wataru; viene a sapere che Mari, una bella ragazza da poco trasferitasi nella sua stessa classe, si è unita alla squadra femminile di ginnastica ritmica. Detto fatto, eccolo subito diventare membro della squadra maschile di ginnastica sportiva.
Il Club, capitanato da Yuta,è frequentato da pochissimi allievi; presi in giro dal coach del club femminile, gli viene spesso impedito inoltre d'utilizzar la palestra a favore della squadra delle ragazze, molto più numerosa, meglio organizzata e competitiva. Tuttavia, con questo nuovo acquisto, il gruppo maschile composto oramai da sei membri può iscriversi ad una gara a squadre di ginnastica ritmica. Riusciranno a portare a buon fine il loro compito?

## Interpreti, personaggi
- Yūsuke Yamamoto è Azuma Wataru
- Kōji Seto è Takenaka Yuta
- Shōhei Miura è Tsukimori Ryosuke
- Shunsuke Daitō è Kiyama Ryuichiro
- Takahiro Nishijima è Hino Tetsuya
- Satoshi Tomiura è Tsuchiya Satoshi
- Tomo Yanagishita è Mizusawa Taku
- Kento Kaku è Nippori Keiji
- Soran Tamoto è Kaneko Atsushi
- Azusa Okamoto è Satonaka Mari
- Rei Okamoto è Asakura Aoi
- Tatsuya Isaka è Akabane Reiji
- Hiroki Nakadoi è Tsurumi Akihiko
- Jirō Satō è Tashiro Shigeo
- Ryoko Kuninaka è Ezaki Shoko
- Akira (attore) è Kashiwagi Yutaka
- Nene Otsuka è Azuma Natsuko
- Mihato Ise è Sasaki Noriko
- Issei Okihara è Konno Toru
- Mari Iriki è Nakao Haruka
- Kenta Kawashima è Shiramine Kazuhiko

### Star ospiti
- Norihito Sano è Aoyama Yasuhiro (ep1)
- Tsumoto Takahashi è Kitagawa (ep2)
- Moe Arai è Nippori Hinako (ep2,3)
- Taizo Shina (椎名鯛造) è Kono Takashi (ep4)
- Urara Awata è Kono Noriko (ep4)
- Satoshi Jinbo è Takasugi Naoya (ep5)
- Takeshi Masu è Hino Masaharu (ep5)
- Takashi Nagayama è Hino Shinichi (ep6)
- Kazuma Sano è Yashiro Koichi (ep8-9)

## Episodi
| Nº | Giapponese 「Kanji」 - Rōmaji | In onda        | In onda |
| Nº | Giapponese 「Kanji」 - Rōmaji | Giapponese     |         |
| 1  | 「新体操は女子だけのものじゃない!学校一の不良高校生が、男子新体操で奇跡を起こす…夢に向かって熱く生きる男達の笑いと涙の青春スポ根ドラマが、いよいよ今夜始まる」 - Shintaisō wa joshi dake no mono ja nai! gakkō ichi no furyō kōkōsei ga, danshi shintaisō de kiseki o okosu? yume ni mukatte atsuku ikiru otoko tachi no warai to namida no seishun supo ne dorama ga, iyoiyo konya hajimaru | 17 aprile 2010 |         |
| 2  | 「男子新体操部、廃部の危機!? 崩壊する仲間との絆」 - Danshi shintaisō bu, haibu no kiki!? hōkai suru nakama to no kizuna | 24 aprile 2010 |         |
| 3  | 「友と家族に捧げた涙の倒立…」 - Tomo to kazoku ni sasage ta namida no tōritsu? | 1º maggio 2010 |         |
| 4  | 「暴かれた秘密…迫りくる病魔」 - Abakare ta himitsu? semarikuru byōma | 8 maggio 2010  |         |
| 5  | 「失われた信頼…汗と涙の合宿」 - Ushinaware ta shinrai? ase to namida no gasshuku | 15 maggio 2010 |         |
| 6  | 「壁を乗り越えろ!! 衝撃の告白」 - Kabe o norikoero!! shōgeki no kokuhaku | 22 maggio 2010 |         |
| 7  | 「絆が繋ぐ…県大会への架け橋」 - Kizuna ga tsunagu? ken taikai e no kakehashi | 29 maggio 2010 |         |
| 8  | 「さようなら…カラ高新体操部」 - Sayōnara? kara daka shintaisō bu | 5 giugno 2010  |         |
| 9  | 「飛べ!! 失われた友情のために」 - Tobe!! ushinaware ta yūjō no tame ni | 12 giugno 2010 |         |
| 10 | 「夢を信じてあきらめない…新体操部の熱き闘い」 - Yume o shinji te akirame nai? shintaisō bu no atsuki tatakai | 19 giugno 2010 |         |
| 11 | 「男子新体操が生んだ夢と希望の奇跡」 - Danshi shintaisō ga un da yume to kibō no kiseki | 26 giugno 2010 |         |